# Veronica Fusaro

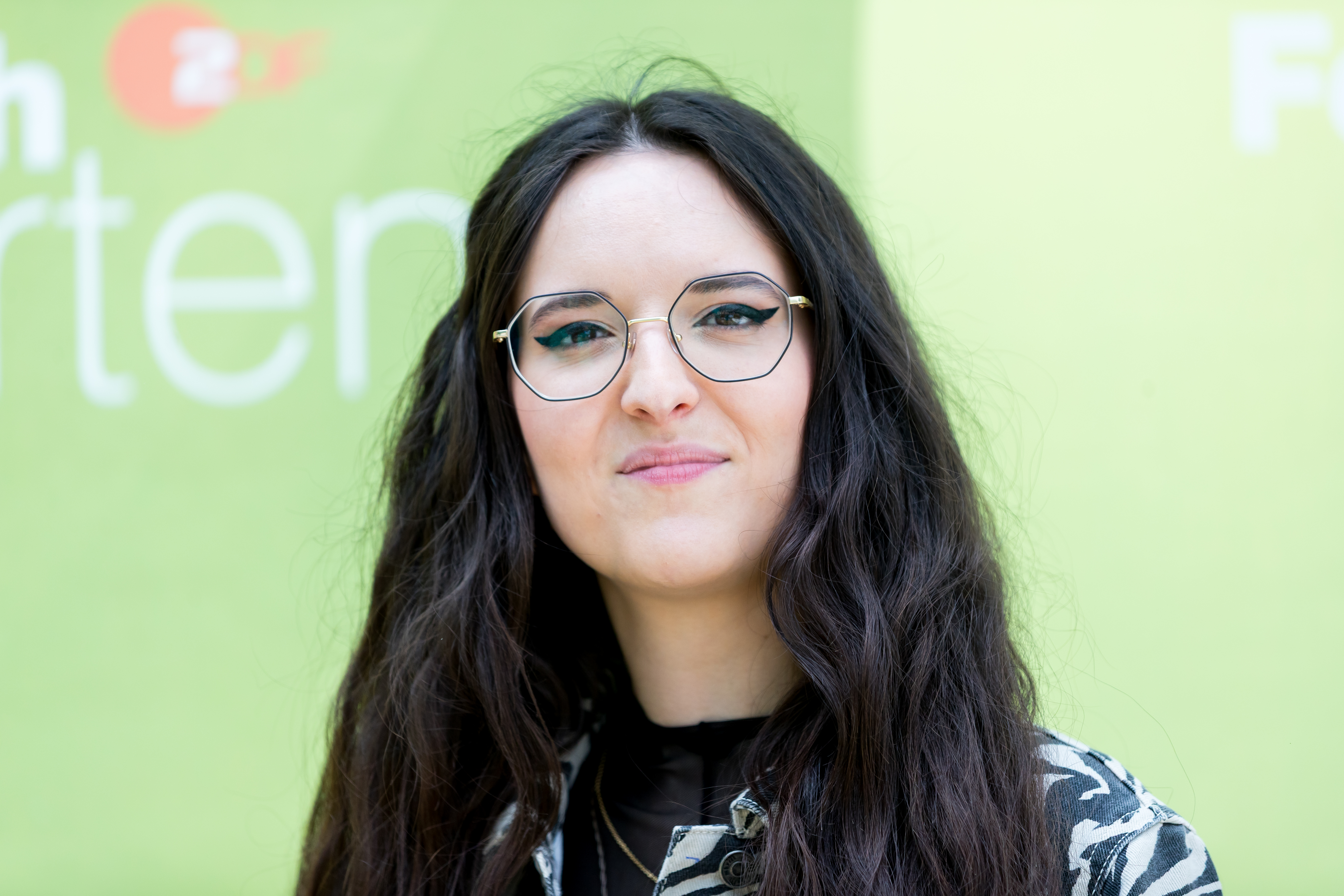
Veronica Fusaro 2025

Veronica Fusaro (* 23. April 1997) ist eine Schweizer-Italienische Pop- und Soul-Sängerin und Songwriterin aus Thun. 

## Leben
2014 nahm sie an der zweiten Staffel von The Voice of Switzerland teil und erreichte im Team von Stefanie Heinzmann die KnockOuts. Durch den Gewinn vom „Demo of the Year“ an der Demotape Clinic im Jahr 2016, wurde sie vom nationalen Radiosender SRF 3 entdeckt, welcher sie kurz daraufhin zum „Best Talent“ vom Monat Mai 2016 kürte. Ein Auftritt am Glastonbury Festival 2019, Support von Mark Knopfler im Amphitheater von Nîmes in Frankreich und ein Auftritt an den Swiss Music Awards 2018 zählen zu den Highlights ihrer Karriere. 2023 erhielt sie den Musikpreis der Stadt Thun.

## Diskografie
Alben
- 2023 All the Colors of the Sky

EPs
- 2016: Lost in Thought
- 2018: Ice Cold
- 2019: Sunkissed[5][6]

Singles
- 2017: Pluto
- 2017: Never Getting Down
- 2017: Better If I Go
- 2018: Venom
- 2019: Lie to Me
- 2019: Rollercoaster
- 2019: Run My Mind
- 2020: Beach
- 2021: Fool
- 2021: Beach (Acoustic)
- 2022: Better With You
- 2022: Summer Lightning
- 2022: Cry Me an Ocean
- 2024: Slot Machine
- 2025: Jealousy